# Valleien van de Laambeek, Zonderikbeek, Slangebeek en Roosterbeek met vijvergebieden en heiden
Valleien van de Laambeek, Zonderikbeek, Slangebeek en Roosterbeek met vijvergebieden en heiden is een Natura 2000-gebied (habitatrichtlijngebied BE2200031) in Vlaanderen. Het overlapt gedeeltelijk met vogelrichtlijngebied 'Vijvercomplex van Midden-Limburg' (BE2219312). Dit gebied beslaat 5.095 hectare en ligt in de provincie Limburg ten noord van de stad Hasselt. Het grootste gedeelte bestaat uit een uitgestrekt vijverlandschap, heiden en bossen doorsneden door tal van valleien van laaglandbeken (Laambeek, Zonderikbeek, Roosterbeek) die ontspringen op het Kempens Plateau. Beide Natura 2000-gebieden liggen in de vijverregio De Wijers.
Er komen zeventien Europees beschermde habitats voor in het gebied: blauwgraslanden, droge heide, droge heide op jonge zandafzettingen, eiken-beukenbossen op zure bodems, essen-eikenbossen zonder wilde hyacint, glanshaver- en grote vossenstaartgraslanden, heischrale graslanden en soortenrijke graslanden van zure bodems, open graslanden op landduinen, oude eiken-berkenbossen op zeer voedselarm zand, slenken en plagplekken op vochtige bodems in de heide, valleibossen, elzenbroekbossen en zachthoutooibossen, vochtige tot natte heide, voedselarme tot matig voedselarme verlandingsvegetaties, voedselarme tot matig voedselarme wateren met droogvallende oevers, voedselarme zwak gebufferde vennen die niet vaak droogvallen, voedselrijke, gebufferde wateren met rijke waterplantvegetatie, voedselrijke, soortenrijke ruigtes langs waterlopen en boszomen.
Er komen achtentwintig Europees beschermde soorten voor in het gebied: beekprik, bittervoorn, blauwborst, boomkikker, boomleeuwerik, bruine kiekendief, drijvende waterweegbree, franjestaart, gevlekte witsnuitlibel, gladde slang, grote modderkruiper, grote zilverreiger, heikikker, ijsvogel, knoflookpad, krakeend, laatvlieger, meervleermuis, platte schijfhoorn, poelkikker, roerdomp, rosse vleermuis, rugstreeppad, slobeend, Spaanse vlag, wespendief, woudaapje, zwarte specht.
Gebieden die deel uitmaken van het Natura 2000-gebied zijn onder andere Platwijers, Wijvenheide, kasteeldomein Vogelsanck, Geelberg, Teut, Tenhaagdoornheide, Laambeekvallei, Laambroeken, Laambroekvijvers, Bolderberg, Vogelzangbos, Slangebeekbron, Het Wik, Klotbroek, Hengelhoef, Bokrijk, Borggravevijvers, Kolveren, Ballewijer, Breelaarheide, Welleke, Kelchterhoef, Kolberg en Waterlozen.

## Afbeeldingen

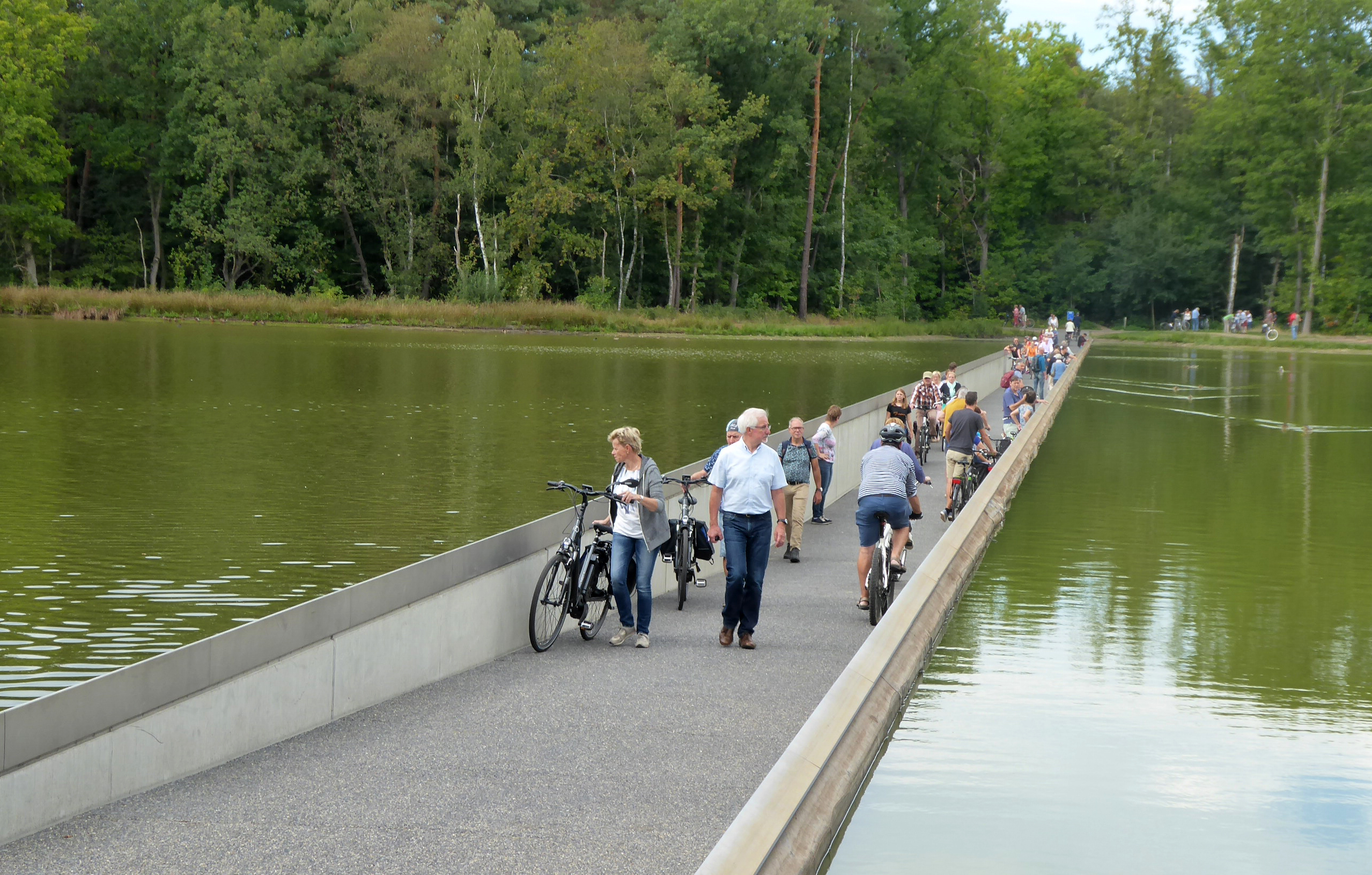
Fietsen door het Water in Bokrijk
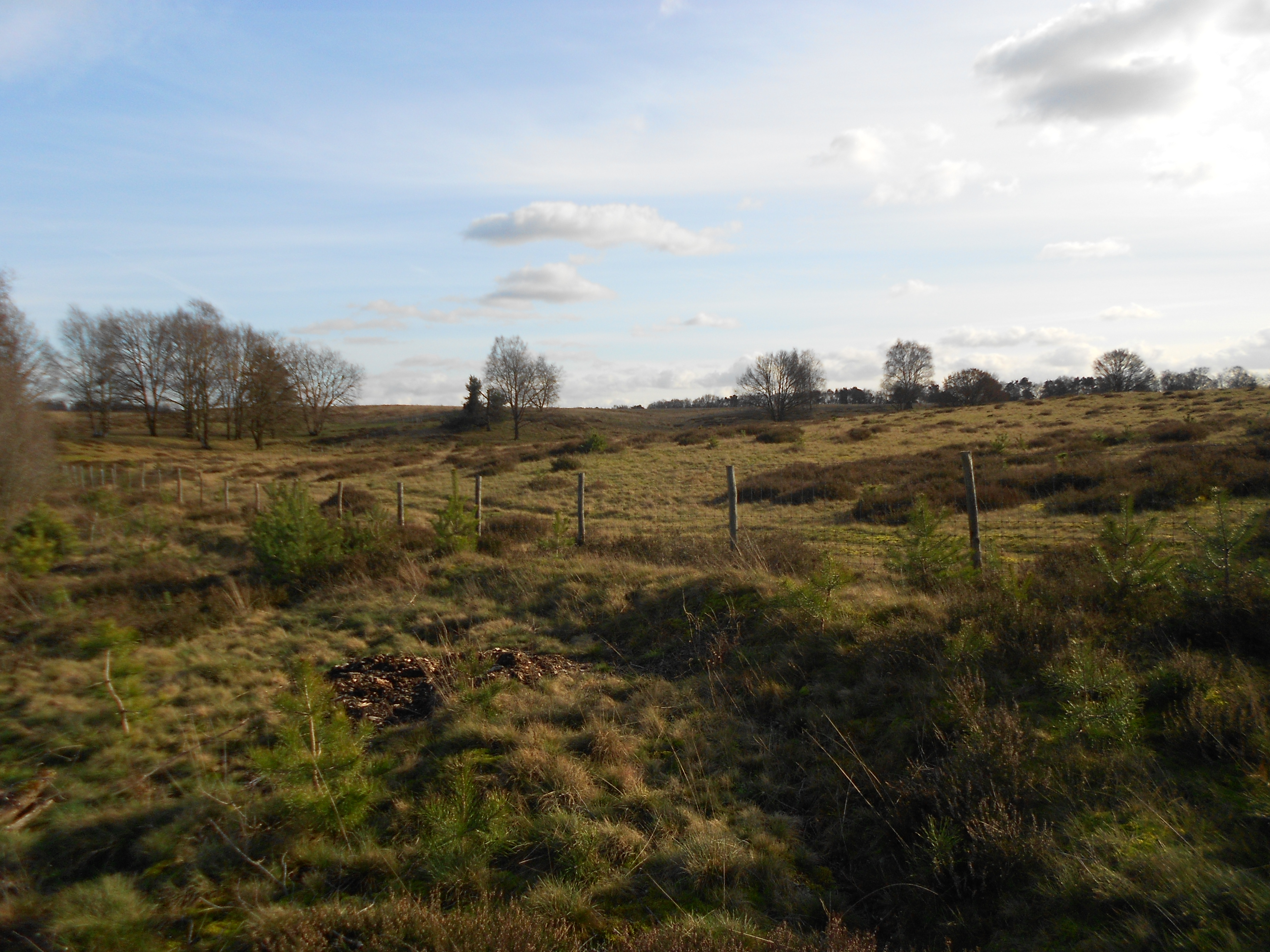
Tenhaagdoornheide
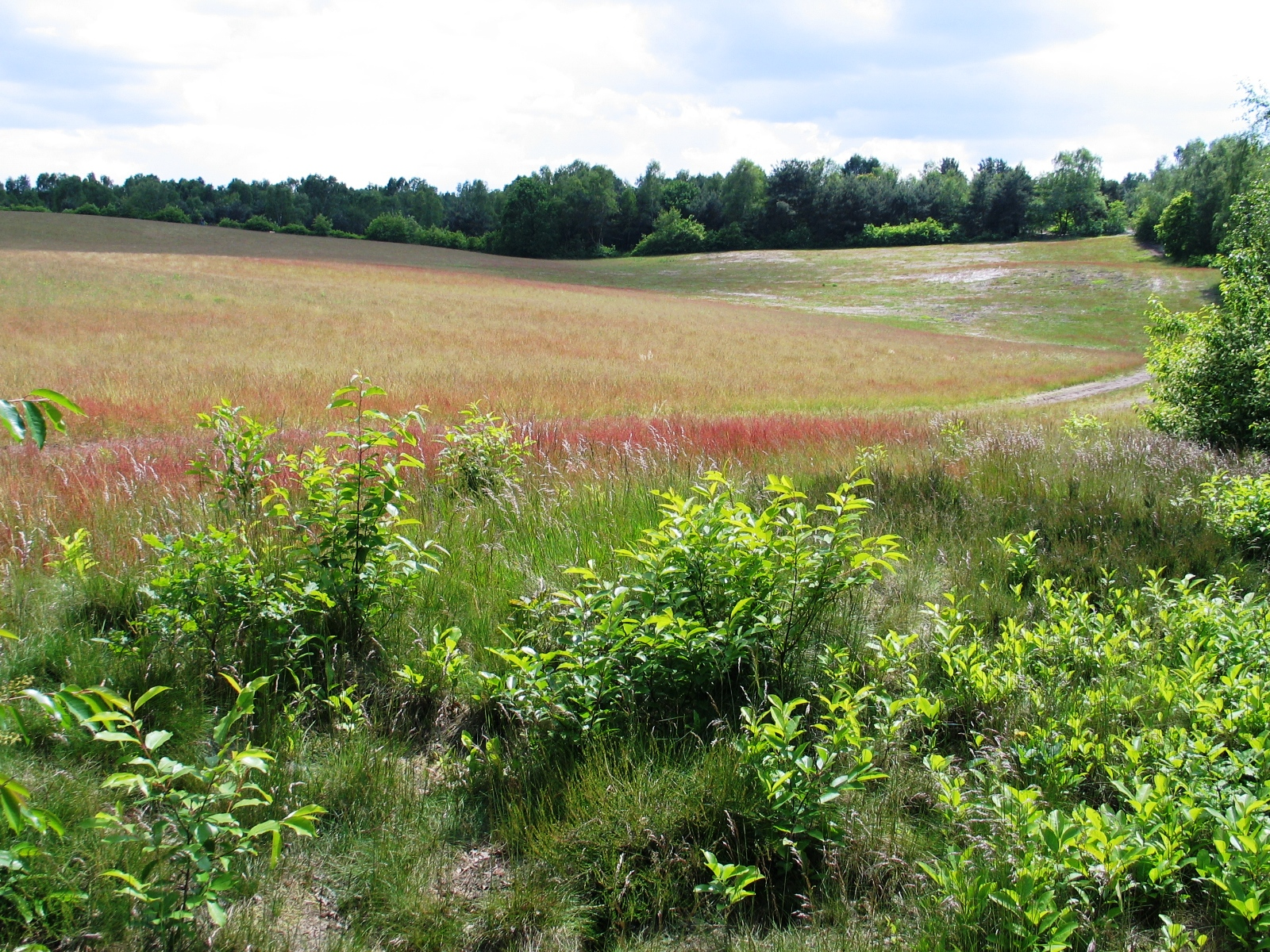
Teut
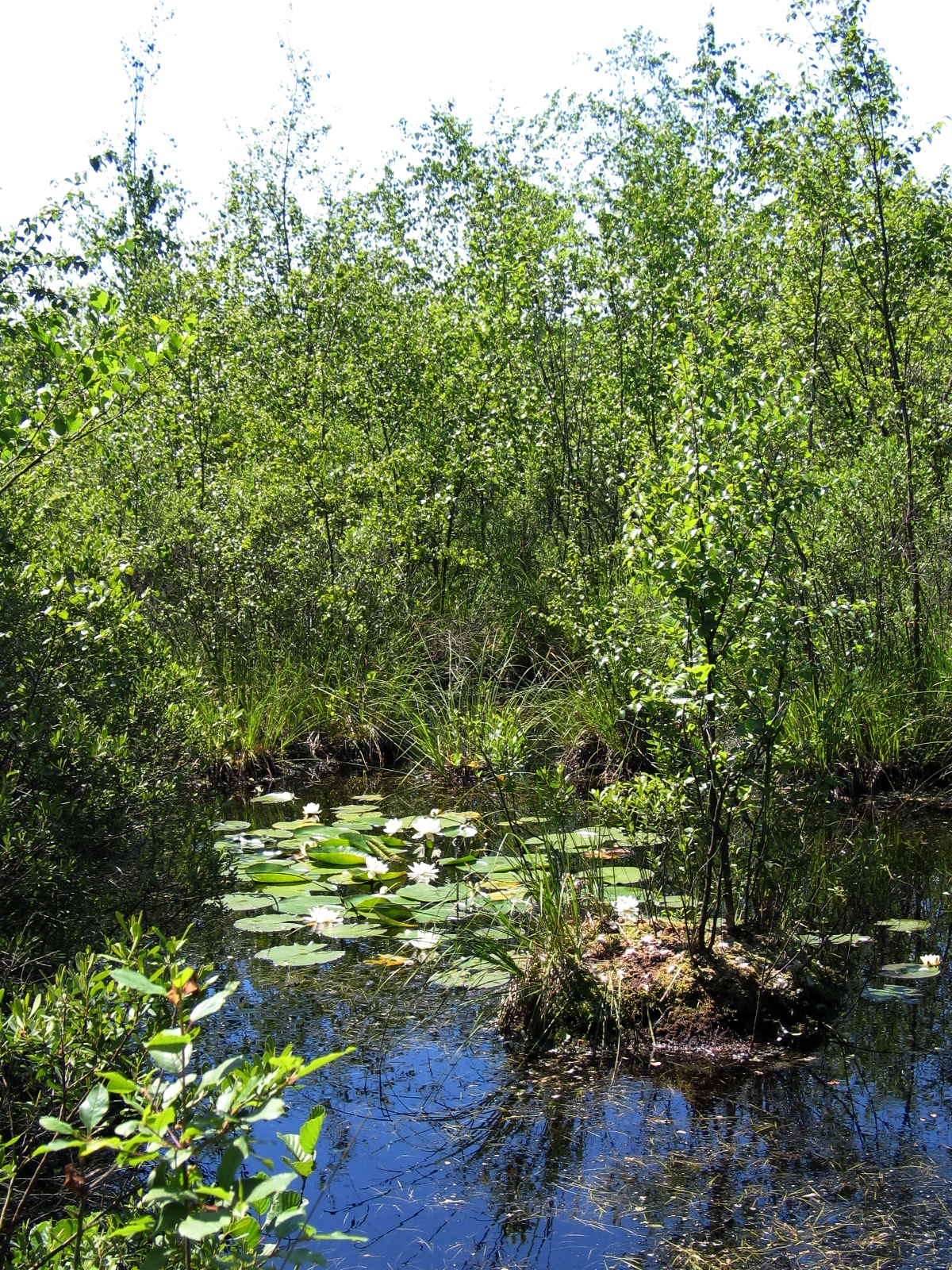
Bolderberg
Laambeekvallei
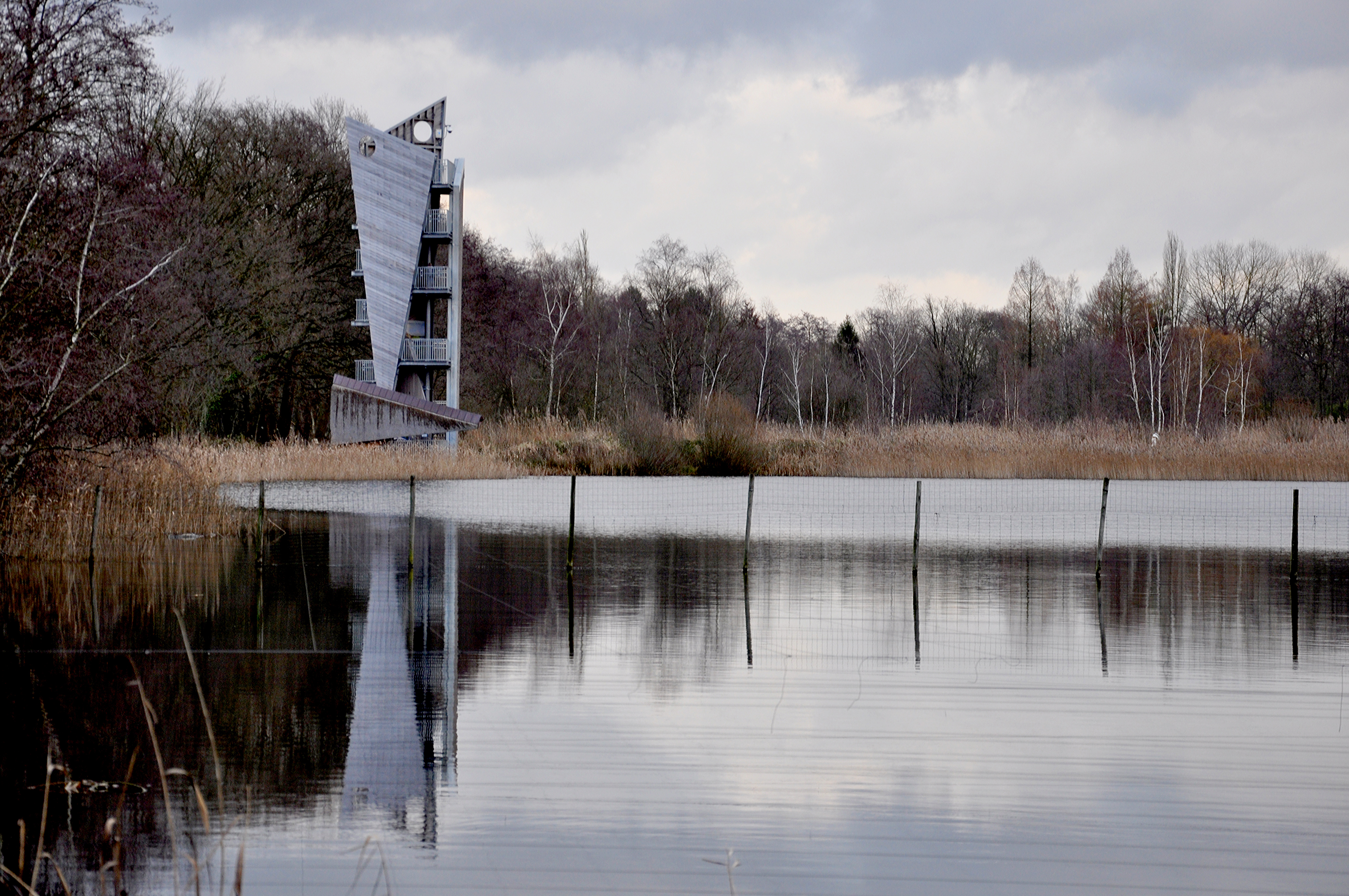
Uitkijktoren Wijvenheide
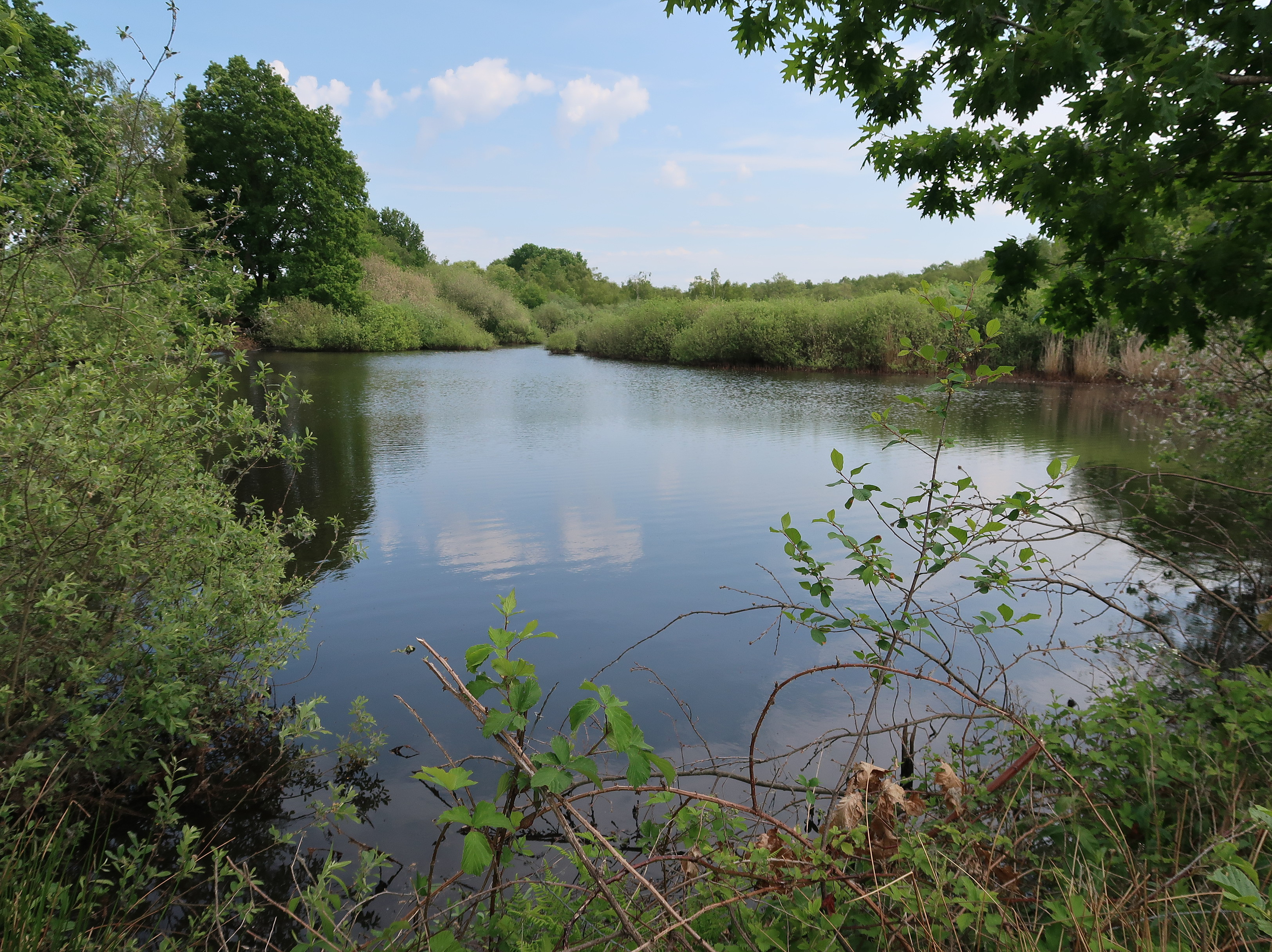
Slangebeekbron
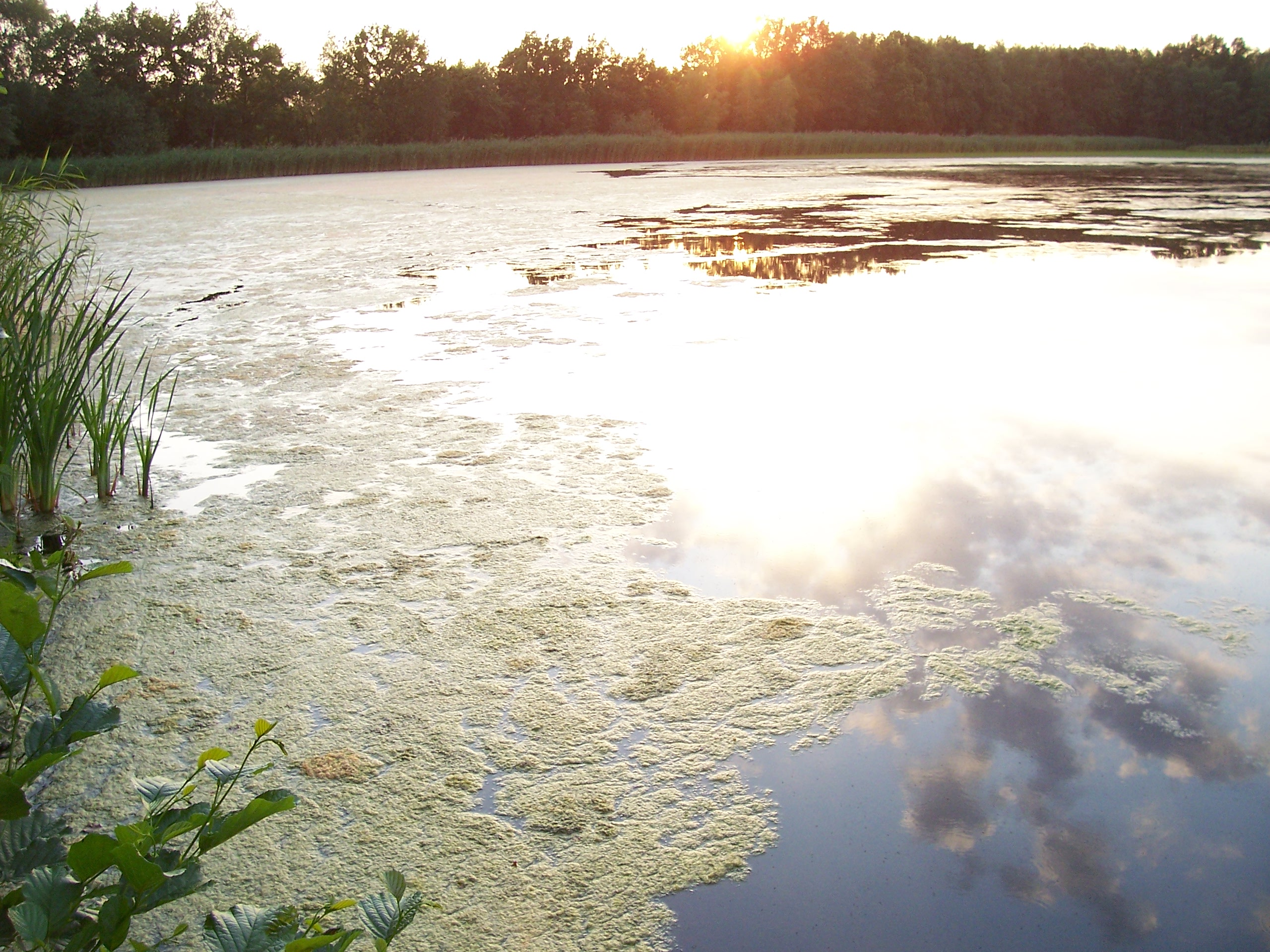
Platwijers
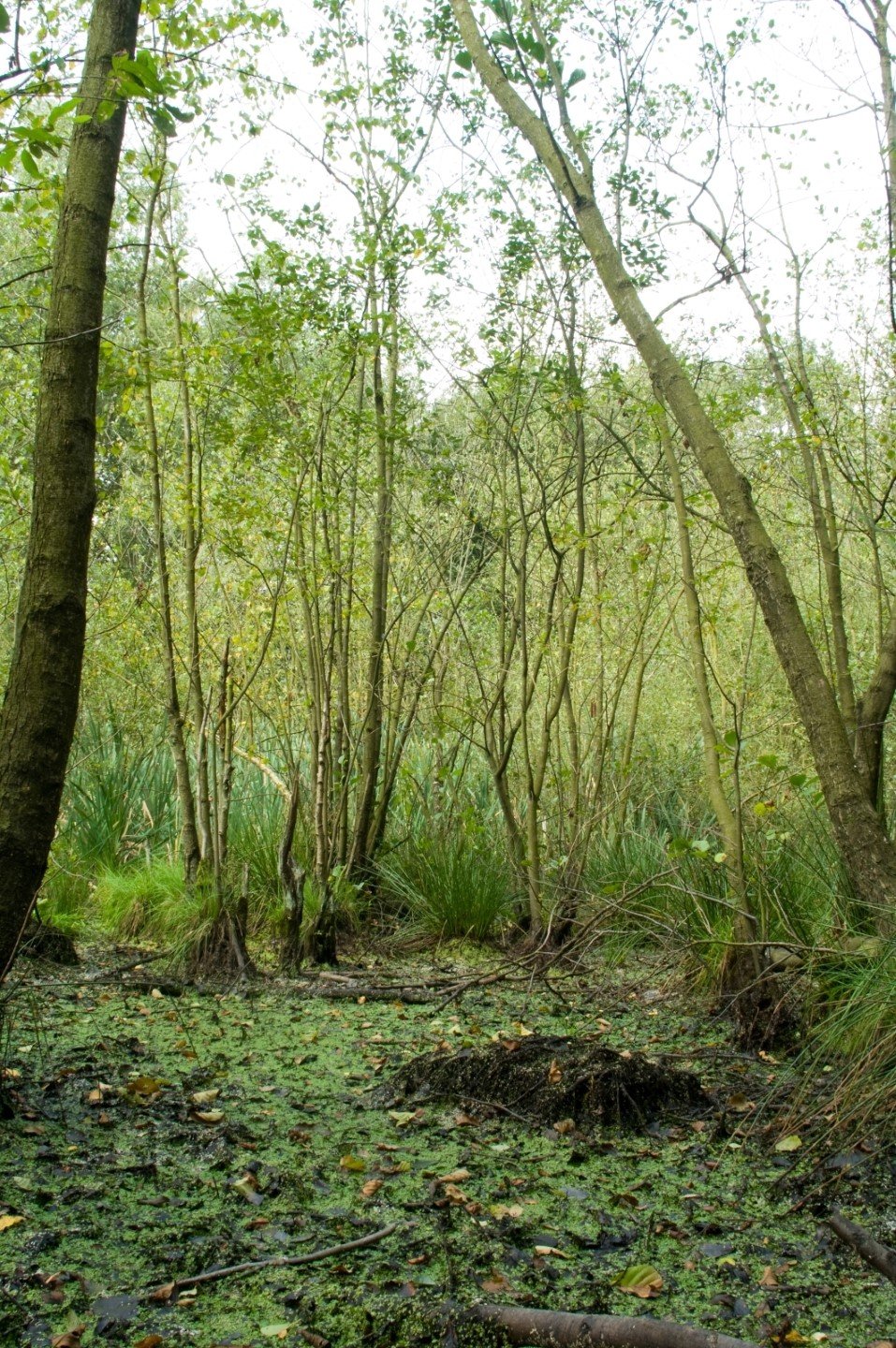
Moerasbos in de vallei van de Laambeek
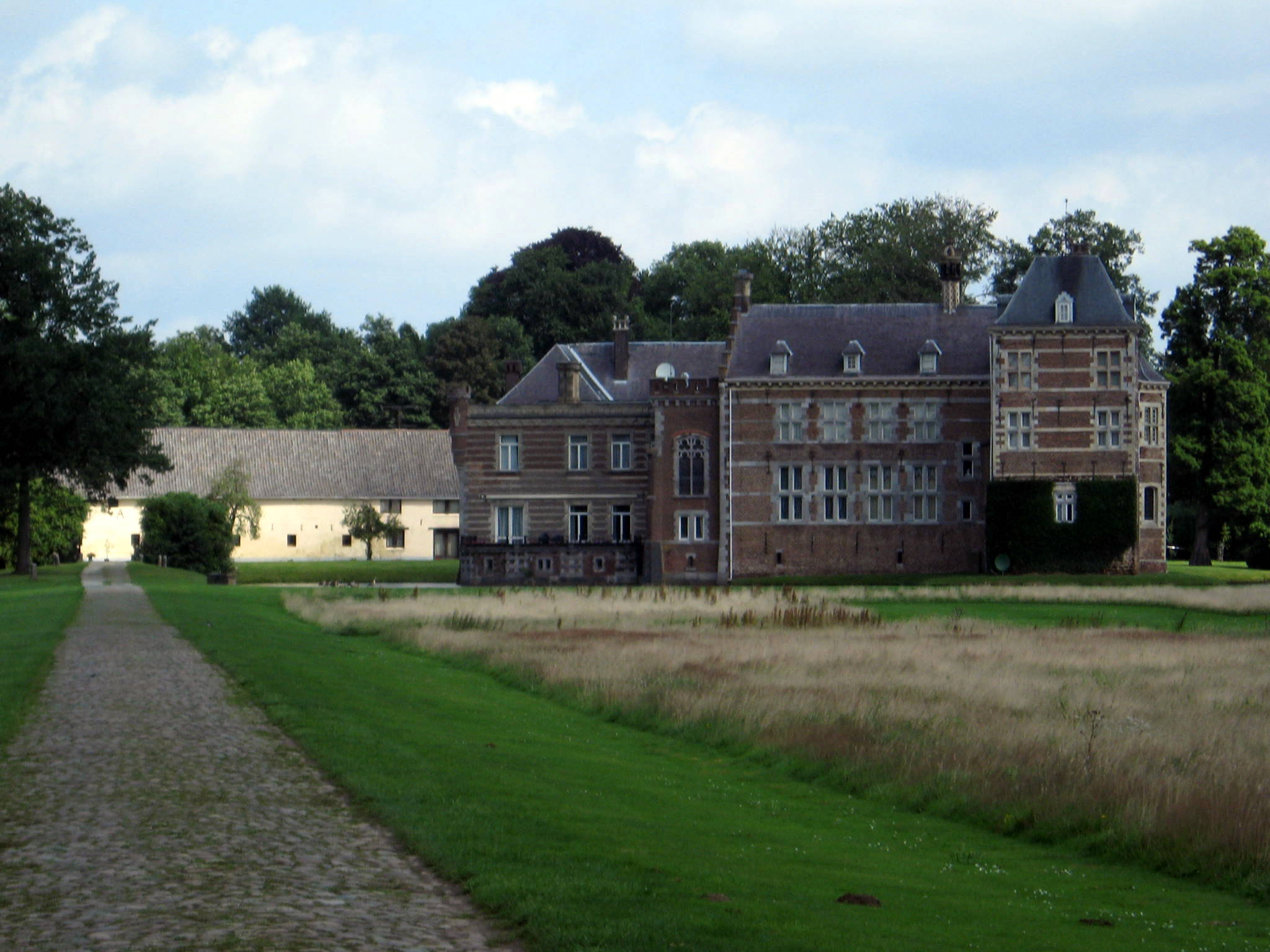
Kasteel Vogelsanck
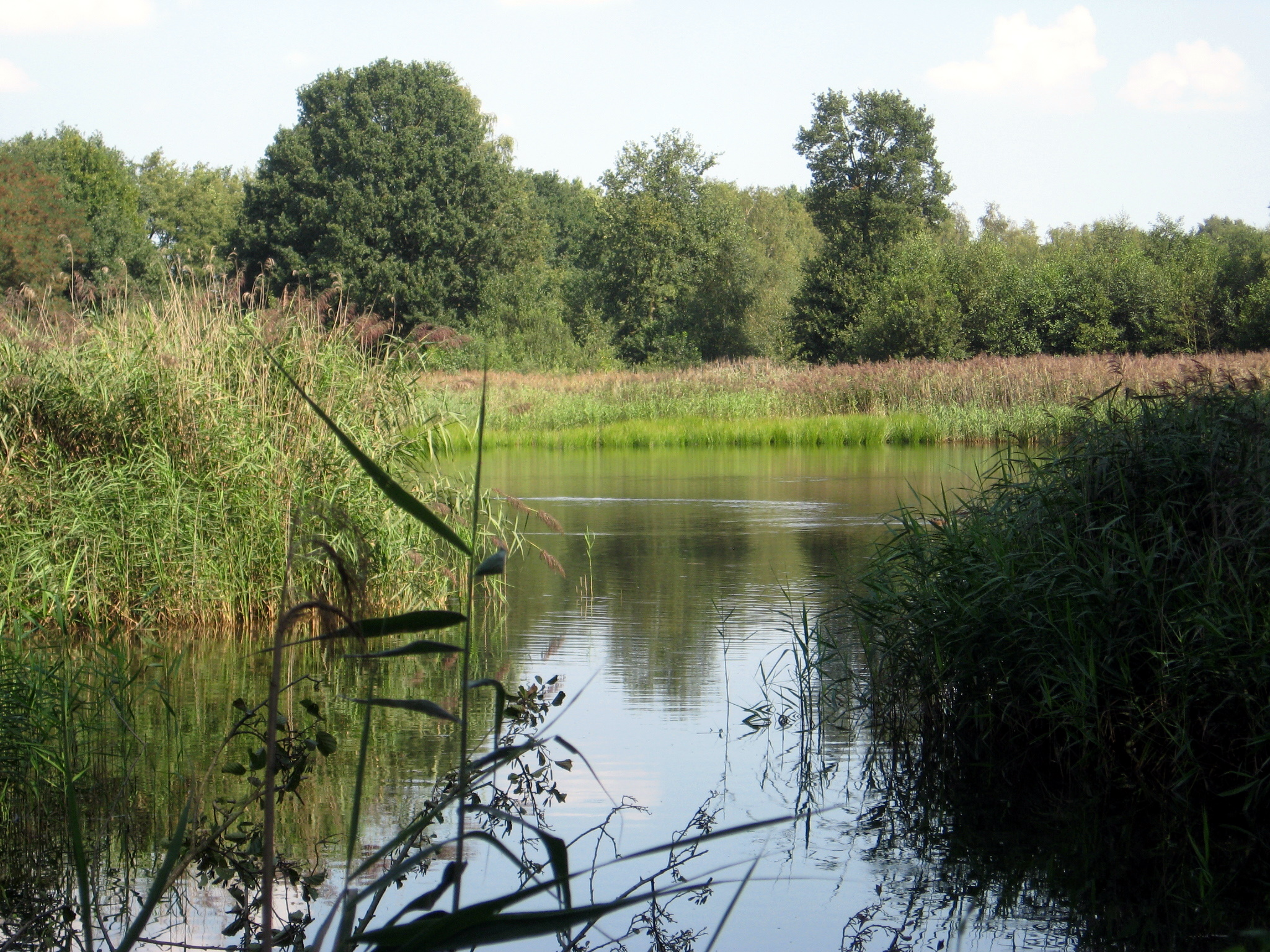
Ballewijer
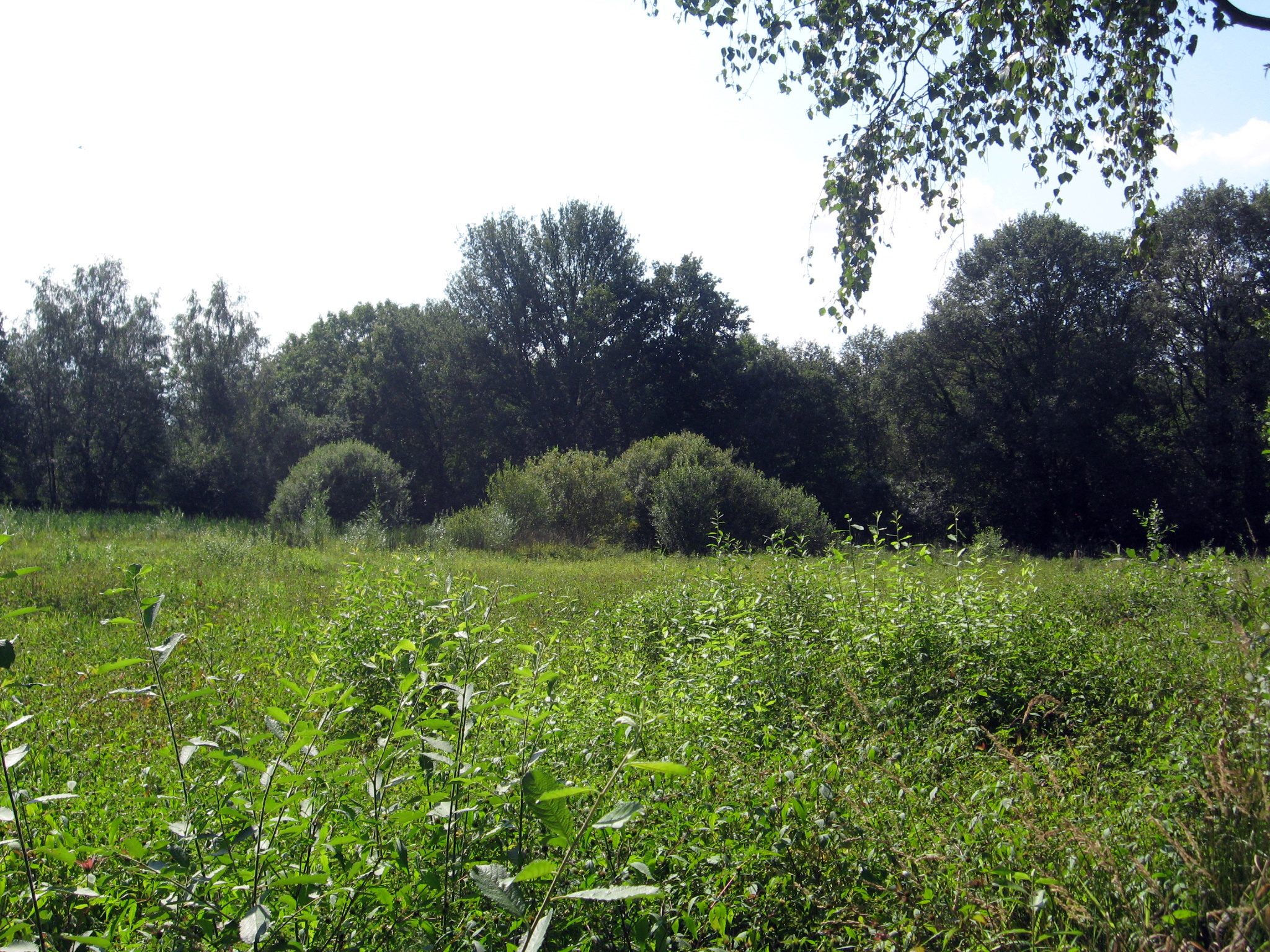
Welleke
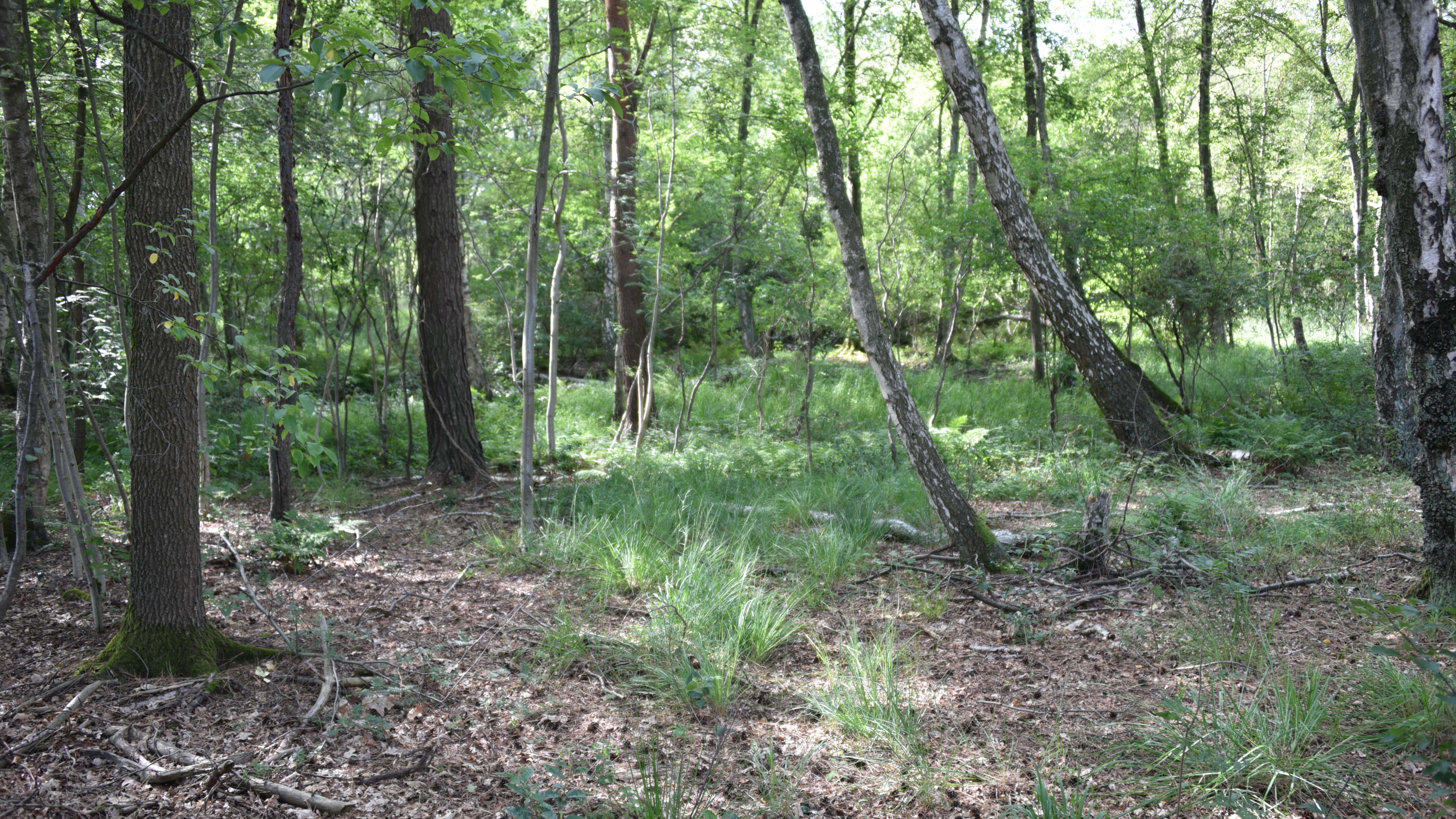
Klotbroek
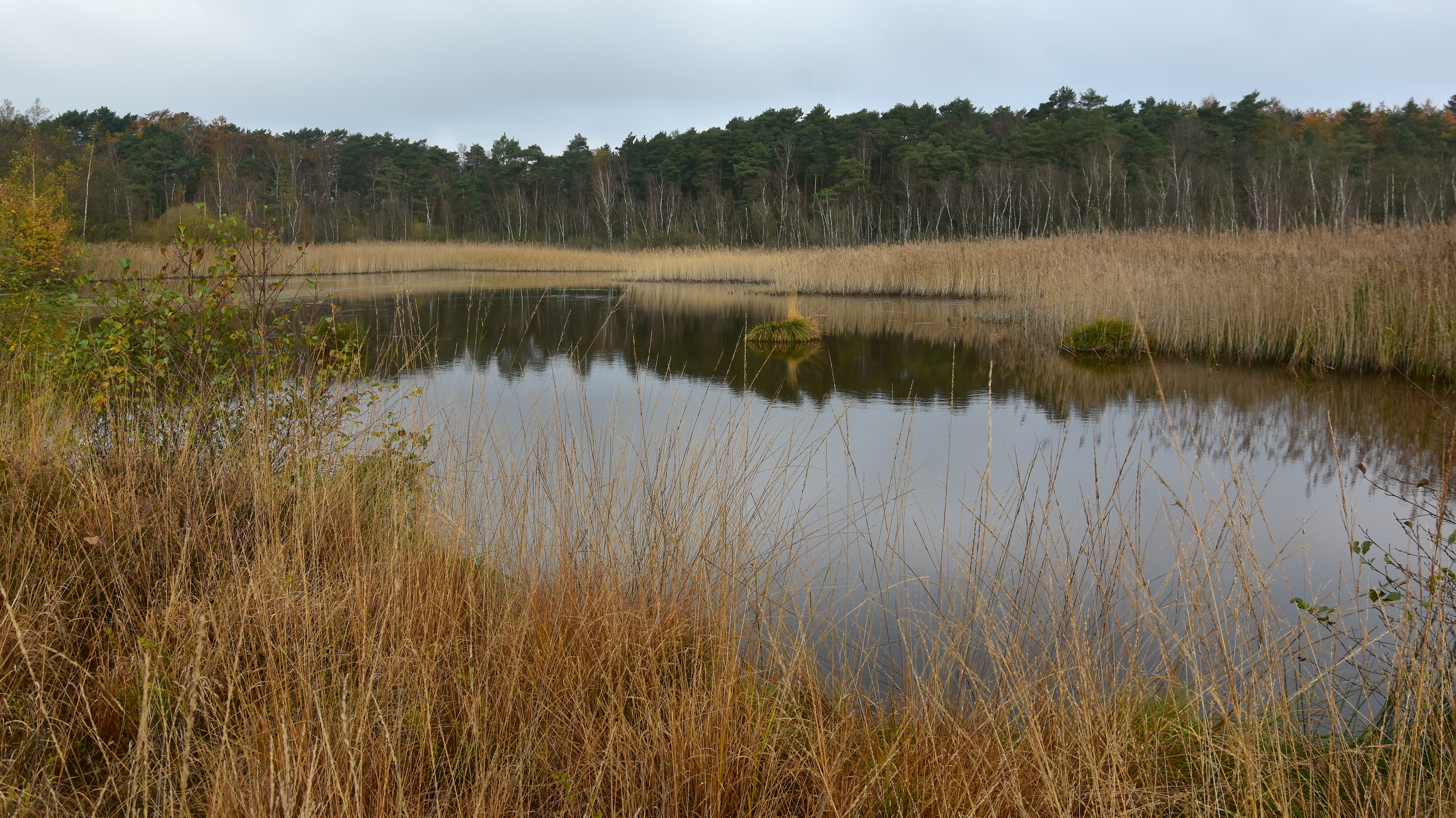
Het Wik